# Aventura chiriașei cu văl
Aventura chiriașei cu văl (în engleză The Adventure of the Veiled Lodger) este una dintre cele 56 povestiri scurte cu Sherlock Holmes ale lui Sir Arthur Conan Doyle și a unsprezecea povestire din volumul Arhiva lui Sherlock Holmes. În reeditările mai noi ale volumului, ea este a zecea povestire.
Ea a fost publicată la 22 ianuarie 1927 în revista americană Liberty și în februarie 1927 în Strand Magazine (ilustrată de Frank Wiles), apoi în volumul "Arhiva lui Sherlock Holmes" (în engleză The Case-Book of Sherlock Holmes) editat în 1927 de John Murray din Anglia. 

## Subiect

### Misterul inițial
La sfârșitul anului 1896, doamna Merrilow vine să vorbească cu Sherlock Holmes la locuința sa din 221B Baker Street. Doamna Merrilow locuiește în South Brixton și are de șapte ani o chiriașă neobișnuită, doamna Ronder, care nu-și arată niciodată fața, aceasta fiind permanent acoperită cu un văl. Totuși, într-o zi i-a văzut din întâmplare fața și a constatat că aceasta era îngrozitor de mutilată. Această femeie era foarte liniștită și ieșea rareori din casă. Proprietara a constatat că starea de sănătate a chiriașei sale se înrăutățește, mintea ei fiind chinuită de ceva.
În plus, într-o noapte, doamna Ronder a țipat în somn: “Crimă, crimă!” și “Bestie crudă! Monstrule!”. A doua zi dimineața, doamna Merrilow s-a dus la ea și a sfătuit-o că dacă are ceva pe suflet să vorbească cu un preot sau cu poliția. Doamna Ronder a refuzat categoric ambele propuneri, acceptând în cele din urmă să se adreseze în acest caz lui Sherlock Holmes, pentru a-i spune o problemă care trebuie să rămână confidențială. Doamna Merrilow este trimisă de chiriașă să-l aducă acolo pe detectiv, spunându-i să-i menționeze lui Holmes că problema ei este legată de un caz anterior, tragedia de la Abbas Parva.

### Rezolvare
Consultându-și arhivele, Holmes află detalii despre cazul Abbas Parva, de care se interesase și el cu șapte ani mai înainte. Acel caz se referea la o trupă itinerantă de circari din care făceau parte domnul Ronder și soția sa. Cuplul avea obiceiul de a hrăni un leu african, închis în cușca lui în afara spectacolelor. În timp ce circul staționa o noapte la Abbas Parva, un mic sat din comitatul Berkshire, cei doi soți au mers să hrănească leul, dar a avut loc o tragedie: cușca a fost deschisă, iar leul l-a ucis pe domnul Ronder cu o lovitură puternică de labă și a atacat-o pe doamna Ronder devorându-i o parte din față și desfigurând-o. Victima desfigurată era chiar chiriașa cu văl, iar cel ucis era soțul ei.
Incidentul prezenta totuși câteva detalii suspecte care sugerau faptul că acest caz nu era un simplu incident și că a fost implicată și o a treia persoană în tragedie. Holmes nu a făcut prea multe la acea vreme, pentru că nu i se solicitaseră serviciile. Ancheta desfășurată de poliție a decis că domnul Ronder a fost victima unui accident. Fiind contrariat de unele detalii pe care nu și le poate explica, detectivul acceptă să se deplaseze în South Brixton pentru a asculta versiunea femeii.
Totusi, chiar și poliția locală a fost un pic preocupată de unele neconcordanțe în declarațiile martorilor. Leul făcea parte dintr-u spectacol în care domnul și doamna Ronder intrau în cușca sa. De asemenea, doar ei doi îl hrăneau. De aici au părut unele întrebări. De ce leul i-a atacat brusc pe cei care-l hrăneau? De ce nu a încercat să fugă? Cine a fost bărbatul pe care mai mulți oameni l-au auzit țipând când se presupunea că domnul Ronder era deja ucis?
După sosirea la Brixton, Holmes și Watson se duc să o vadă pe chiriașă și să-i asculte povestea. Doamna Ronder afirmă că nu a spus adevărul la ancheta desfășurată de poliție, în urmă cu șapte ani, și dorește să-și descarce conștiința. Ea a ascuns poliției adevărul cu privire la momentul tragediei. 
Doamna Ronder fusese o fată săracă de la circ; ea s-a căsătorit cu domnul Ronder care era un om urât, dar putea să-i asigure un confort financiar. După ce s-au căsătorit, domnul Ronder a început să-și bată soția și să o chinuie mai ales când era beat. El era u soț crud și violent, chiar și cu animalele de la circ, dar faptul că avea bani l-a scăpat de mai multe ori de închisoare. Având o căsnicie nefericită, doamna Ronder a cunoscut o dragoste reciprocă cu musculosul Leonardo, un alt om al trupei. Pentru a curma suferințele femeii, Leonardo a conceput apoi o modalitate de a-l ucide pe soțul iubitei sale, cu complicitatea acesteia. El a confecționat o măciucă cu un cap de plumb în care a potrivit cinci cuie lungi ca o gheară de leu.
În seara în care a avut loc tragedia, circul oprise pentru la Abbas Parva, un sătuc din Berkshire. Pe când cei doi soți se duceau să hrănească leul, Leonardo i-a urmat în vârful picioarelor și i-a zdrobit țeasta lui Ronder cu măciuca cu cinci cuie în vârf, ca să pară că a fost săvârșită de leu. Animalul urma să fie eliberat cu această ocazie. După cum fusese plănuit, doamna Ronder a deschis cușca pentru a elibera leul și pentru ca înscenarea accidentului să pară plauzibilă. Totuși, simțind mirosul de sânge, leul s-a aruncat brusc pe doamna Ronder. Deși putea să o ajute și să lovească animalul cu ciomagul, Leonardo s-a speriat și a început să țipe, iar apoi a fugit. Țipetele i-au alertat pe ceilalți circari, dar până au ajuns aceștia, leul a mușcat-o de față pe doamna Ronder. În acest timp, Leonardo a putut să-și ascundă arma. Ceilalți circari, printre care și Leonardo care se întorsese, au alungat animalul înapoi în cușcă, iar ancheta a concluzionat că a fost vornba de un accident.
Doamna Ronder nu a vrut să-l implice pe Leonardo în uciderea soțului ei, deși acesta fusese laș și o părăsise. Ea părăsise apoi circul și se retrăsese de lume, pentru ca nimeni să nu vadă cât de mutilată era. Doamna Ronder spune că acuma poate să-și incrimineze iubitul, deoarece ea a aflat că el murise înecat cu o lună mai devreme. Chiriașa lasă să se înțeleagă faptul că are intenția de a se sinucide. Detectivul încearcă să o convingă să renunțe la acest gest, la care doamna Ronder îi răspunde prin ridicarea vălului pentru a-și arăta fața: mutilarea îi provoacă milă lui Sherlock Holmes, care se retrage cu Watson fără a mai spune niciun cuvânt. Două zile mai târziu, Holmes primește o sticluță de acid prusic, împreună cu o scrisoare de la doamna Ronder în care aceasta îi spune că a ales să trăiască.

## Personaje
- Sherlock Holmes
- doctorul Watson
- doamna Merillow - proprietara unei case în South Brixton
- Eugenia Ronder - chiriașă a doamnei Merillow
- domnul Ronder - proprietarul unui circ, soțul Eugeniei Ronder
- Leonardo - circar musculos
- Sahara King - leul de la circul lui Ronder

## Comentariu
Această povestire are particularitatea de a nu fi o "anchetă" a lui Sherlock Holmes. Detectivul nu rezolvă aici niciun mister și nici nu realizează deducțiile subtile care-l caracterizează: el nu face decât să asculte relatările doamnei Merrilow și apoi pe cele ale doamnei Ronder. Refuzând să vorbească cu un preot, după cum îi sugerase doamna Merrilow, doamna Ronder mărturisește adevărul morții soțului ei lui Sherlock Holmes, acesta din urmă avertizând-o în prealabil că ar putea să divulge poliției cele auzite dacă va crede că este necesar.
În plus, potrivit lui James McCearney, biograful lui Conan Doyle, Sherlock Holmes adoptă în această povestire o morală conformă cu tezele spiritismului de care Conan Doyle era foarte atașat la sfârșitul vieții sale . Această povestire, foarte scurtă de altfel, este deci emblematică pentru calitatea inferioară a aventurilor lui Sherlock Holmes scrise de Conan Doyle în anii '20 ai secolului al XX-lea, în raport cu aventurile scrise în anii 1890.

## Aluzii la anchete inedite
La începutul povestirii, dr. Watson evocă un alt caz pe care l-a investigat Sherlock Holmes și care este numit „povestea privind politicianul, farul și cormoranul dresat” (« the story concerning the politician, the lighthouse, and the trained cormoran »). Această aventură este inedită.

## Adaptări
O adaptare radiofonică a povestirii, intitulată "The Veiled Lodger", a fost difuzată de BBC Radio pentru serialul care are realizarea unică - în orice mediu - de a adapta întregul canon al povestirilor cu Sherlock Holmes scrise de Conan Doyle. În această adaptare, Clive Merrison a interpretat rolul lui Sherlock și Michael Williams pe cel al dr. Watson.

## Traduceri în limba română
- Chiriașa cu fața voalată - în volumul "Arhiva lui Sherlock Holmes: Cinci sîmburi de portocală. Chiriașa cu fața voalată" (Ed. Transilvania, Sibiu, 1991) - traducere de Andrei Bantaș
- Aventura chiriașei cu văl - în volumul "Aventurile lui Sherlock Holmes. Vol IV" (Colecția Adevărul, București, 2010), traducere de Alina Claudia Begu
- Aventura chiriașei cu văl - în volumul "Aventurile lui Sherlock Holmes. Vol. IV" (Colecția Adevărul, București, 2011) - traducere de Alina Claudia Begu